# Rakietowa bomba głębinowa

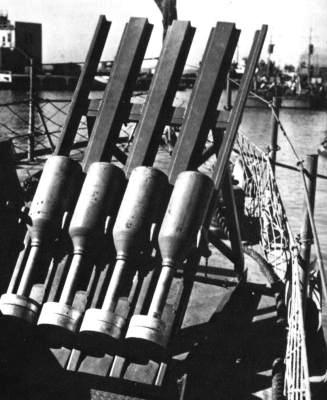
Wyrzutnia rakietowych bomb głębinowych Mousetrap

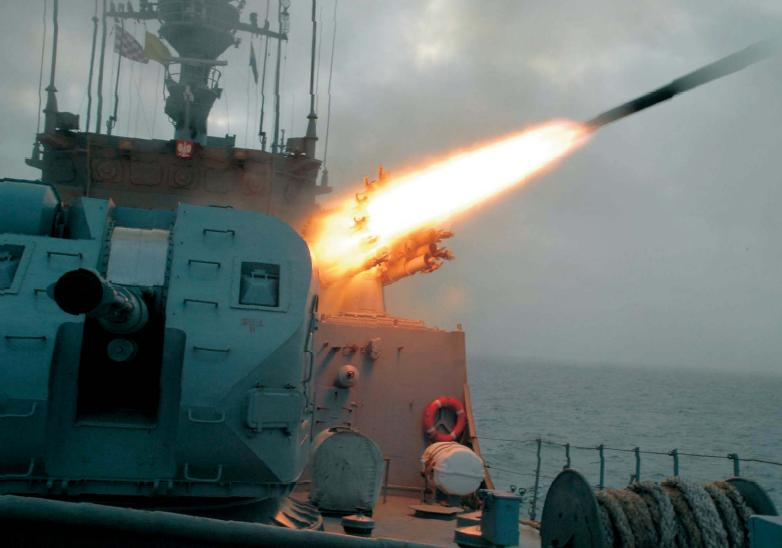
Odpalenie rakietowej bomby głębinowej z ORP "Kaszub"

Rakietowa bomba głębinowa – pocisk rakietowy, którego głowicę bojową stanowi bomba głębinowa, przeznaczony do zwalczania celów podwodnych. W ten sposób bomba głębinowa przenoszona jest przez napęd rakietowy i wpada do wody w pewnej odległości od okrętu, od kilkudziesięciu metrów do kilku kilometrów. Rakietowe bomby głębinowe wystrzeliwane są ze specjalnych wyrzutni, najczęściej sprzężonych po kilka-kilkanaście luf lub prowadnic.
Rakietowe bomby głębinowe pojawiły się i weszły do użytku podczas II wojny światowej – były to wówczas brytyjskie Hedgehog (wystrzeliwane na zasadzie moździerza trzonowego) i amerykańskie Mousetrap. Intensywnie były rozwijane w latach 50. XX wieku, zwłaszcza w ZSRR (kilka systemów, z tego najpowszechniejszy RBU-6000) i Szwecji (bomby kalibru 375 mm systemu Boforsa, używane przez wiele państw zachodnich). Od lat 60. ich popularność zaczęła spadać, głównie za sprawą pojawienia się skuteczniejszych środków walki z okrętami podwodnymi, o większym zasięgu – torped kierowanych, rakietotorped i śmigłowców pokładowych. W dalszym ciągu rozwijane były jedynie w ZSRR i używane na większości okrętów bojowych radzieckich i państw Układu Warszawskiego. Współczesne rakietowe bomby głębinowe mogą służyć także do ochrony okrętu przed torpedami (np. rosyjski system RBU-12000).
Przykładem współczesnej rakietowej bomby głębinowej może być rosyjska RBU-6000, ważąca 110 kg z głowicą o wadze 25 kg i zasięgu od 350 m do 5800 m.